# Apanteles laricellae
Apanteles laricellae är en stekelart som beskrevs av Mason 1959. Apanteles laricellae ingår i släktet Apanteles och familjen bracksteklar. Inga underarter finns listade i Catalogue of Life.